# Kings Canyon National Park

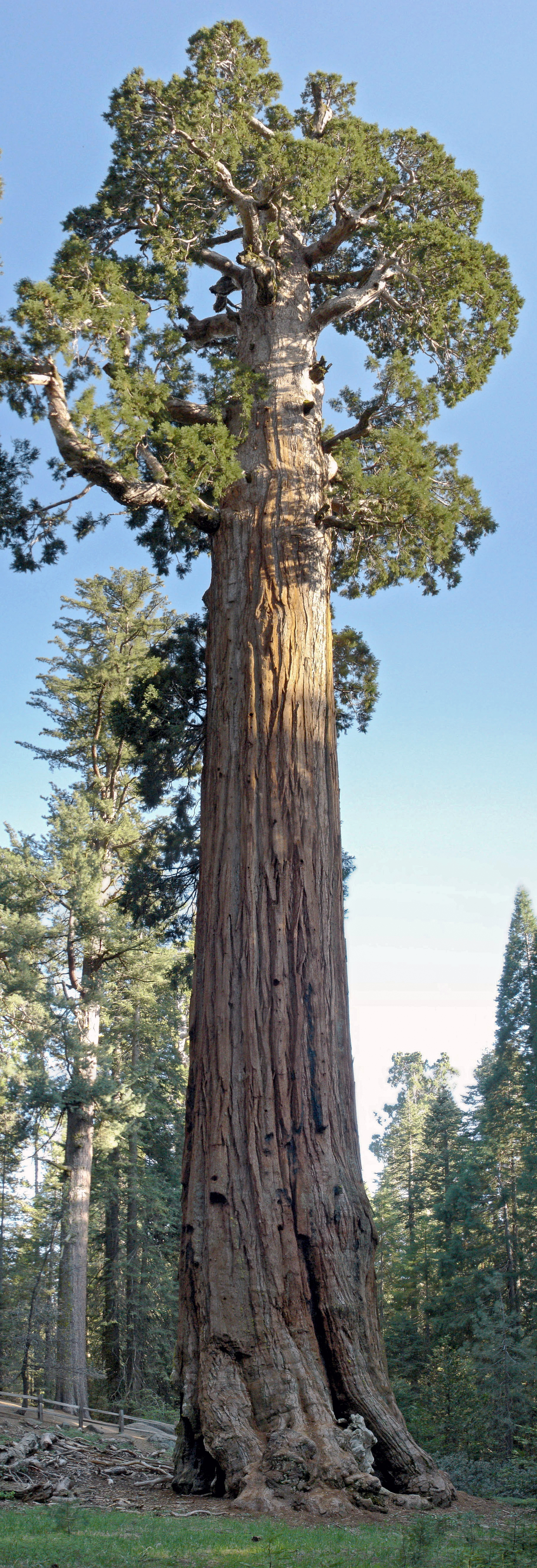
General Grant tree

Het Kings Canyon National Park is een nationaal park in Californië in het zuidelijk deel van de Sierra Nevada, oostelijk van Fresno. Het park werd in 1940 opgericht en beslaat een gebied van 1873 km². Het omvat het General Grant National Park, dat in 1890 werd opgericht ter bescherming van de General Grant Grove. Aan de zuidzijde grenst het aan Sequoia National Park, waarmee het door de National Park Service als geheel wordt beheerd.

## Geschiedenis
Kings Canyon was reeds in het midden van de 18e eeuw bekend bij blanke kolonisten, maar pas toen de geoloog John Muir in 1873 de kloof beschreef begon deze enige aandacht te krijgen. Muir was vooral enthousiast over de gelijkenis met Yosemite Valley, omdat het zijn theorie bevestigde over het ontstaan van beide valleien. Hoewel zijn theorie strijdig was met de op dat moment geaccepteerde theorie van Josiah Whitney, de toenmalige geoloog van de staat Californië, die stelde dat de dalen van de Sierra Nevada waren gevormd door aardbevingen, bleek Muirs theorie later correcter: beide canyons waren voornamelijk gevormd door enorme gletsjers tijdens de laatste ijstijd.
Gedurende bijna 50 jaar was de toekomst van Kings Canyon onzeker. Er waren plannen een dam te bouwen aan het westelijke uiteinde van de vallei, hoewel er stemmen opgingen de canyon te behouden als park. De discussie werd beslist in 1965, toen de vallei, samen met de Tehipite Valley werd toegevoegd aan het reeds bestaande General Grant National Park.

## Zie ook

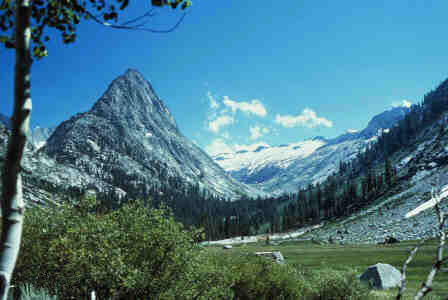
Cloud Canyon, in het zuiden van het park